# Ankh-morporská Městská hlídka
Ankh-morporská Městská hlídka je fiktivní policejní sbor v knihách o Zeměploše od Terryho Pratchetta. Hlídka se původně skládala ze čtyř frakcí. Noční hlídky, Denní hlídky, palácové stráže (ta se stala samostatnou) a Speciálů z ulice Kotevního řetězu (byla vypálena při událostech v knize Noční hlídka). Dnes (podle knihy Buch!) má oddíly tři. Denní hlídku, Noční hlídku a Říční oddíl, který je zaměstnán neustále se potápějícím služebním člunem. V knize Pátý elefant se také setkáváme s oddělením dopravní policie, které vede seržant Fred Tračník. Toto oddělení využívá nejnovějších metod a postupů (botičky na kočáry, radar-skřítek apod.) Velitelství Hlídky sídlí v Ankh-Morporku v Pseudopolském dvoře. Jejím velitelem je sir Samuel Elánius a v současné době se skládá z okolo sto padesáti příslušníků.
Mezi nejvýznamnější příslušníky hlídky patří
- velitel sir Samuel Elánius (člověk)
- kapitán Majonéza Ucholub (člověk, přišel o funkci; Muži ve zbrani)
- kapitán Karotka Rudykopalsson (rodem člověk, zároveň dle tradic a obřadů trpaslík, zároveň následník královského trůnu Ankh-Morporku)
- seržantka Delfína Angua von Überwald (vlkodlak)
- seržant Navážka (troll)
- seržantka Pleskot Řiťka (trpaslík)
- seržant Fred Tračník (člověk)
- seržant Silnoruka (trpaslík, zemřel rukou vraha Karcera;Noční Hlídka)
- desátník Cecil "Noby" Nóblhóch (pravděpodobně člověk)
- desátník Cvoček Cvrkal (skřítek)
- strážník Pošuk Lulu Artur (skřítek, technicky Nac Mac Fígl)
- desátník Reginald Půlbotka (zombie)
- strážník Postihnout-hříšné-vysvětlující-brožurkou (člověk)
- strážník Dolutrysk (chrlič)
- svobodnice Sallacia „Sally“ von Herbatch (upír)
- svobodník A. E. Pesimysl (člověk)
- strážník Dorfl (golem)
- strážník Igor (igor)
- strážník Pazourek (troll), v knize Pátý elefant dočasně povýšen kvůli nedostatku seržantů
- strážník Moréna (troll)
- strážník Modrojíl (troll)
- strážník Bauxit (troll)
- strážník Koksicht (troll)
- strážník Kýta (zemřel při honičce se zloději; Stráže! Stráže!)
- strážník Pyžamo (trpaslík)
- svobodník Potroublo (1. trpaslík v Hlídce, zemřel střelou ručnice při obraně města; Muži ve zbrani)
- četník Fronton (2. chrlič v hlídce, Hrr na ně!)

## Další hlídky na Zeměploše
- šerif/ranger Jedenasedmdesátihodinový Ahmed (policista a soudce v Klači; Hrrr na ně!)
- kapitán Tetínek (policista v Überwaldu; Pátý elefant)

## Filmy, v nichž se Hlídka objevuje
- Otec prasátek (2006) – dvojdílný film podle románu Otec prasátek, vysílán na stanici Sky 1
- Zaslaná pošta (2010) – dvojdílný film podle románu Zaslaná pošta, vysílán na stanici Sky 1